# ABC Supply
A ABC Supply é uma empresa produtora de telhados, calhas e janelas fundada em Beloit, Wisconsin, Estados Unidos, a empresa foi fundada em 1982, e é uma das maiores do ramo no país.